# Moszczonne
Moszczonne – wieś w Polsce położona w województwie kujawsko-pomorskim, w powiecie lipnowskim, w gminie Kikół.

## Podział administracyjny
W latach 1954–1968 wieś należała i była siedzibą władz gromady Moszczonne, po jej zniesieniu w gromadzie Kikół. W latach 1975–1998 miejscowość administracyjnie należała do województwa włocławskiego.

## Demografia
Według Narodowego Spisu Powszechnego (III 2011 r.) wieś liczyła 274 mieszkańców. Jest, wespół ze wsią Dąbrówka (274 mieszkańców), ósmą co do wielkości miejscowością gminy Kikół.